# Artur von Mecenseffy
Artur Edler von Mecenseffy (23 de junio de 1865 - 6 de octubre de 1917) fue un oficial del Ejército austrohúngaro con el rango de Feldmarschall-leutnant ("teniente mariscal de campo") que sirvió durante la I Guerra Mundial, convirtiéndose en el oficial de más alto rango de Austria-Hungría en morir en el campo de batalla.

## Biografía
Nacido en 1865 en Viena, se unió al regimiento de ingenieros del Ejército austrohúngaro en 1882 se convertiría en teniente segundo tres años después. Mecenseffy se graduó de la Academia de Guerra y en 1895 fue transferido a la sección de operaciones del Estado Mayor Austrohúngaro, mientras era capitán. En 1907 Mecenseffy fue parte del grupo que trabajó en el "Plan U" que se preparaba para una posible ocupación de los Habsburgo del reino de Hungría en caso de rebelión. En 1909, se convirtió en jefe de la sección de suministros del Estado Mayor General y fue promovido a mayor general en 1912, recibiendo el mando de la 18.ª Brigada de Infantería.
Cuando estalló la I Guerra Mundial en agosto de 1914, Mecenseffy servía como jefe de Estado Mayor del 2.º Ejército cuando fue inicialmente desplegado para ser usado contra Serbia. Sin embargo, cuando este fue transferido al frente oriental en octubre, fue retirado de su puesto debido a desacuerdos con el comandante del ejército Eduard von Böhm-Ermolli y pasó a ser jefe de suministros del 4.º Ejército. Ya sea en diciembre de 1914 o enero de 1915 fue hecho comandante de la 10.ª División de Infantería. Su unidad entró en acción en la Ofensiva de Gorlice-Tarnów contra el Imperio ruso, participando en la defensa del flanco del 3.º Ejército mientras este avanzaba hacia la fortaleza de Przemyśl, antes de ser transferido al frente italiano, donde estuvo involucrado en fuertes combates. En septiembre de 1916 remplazó a Rudolf Müller como el comandante de la 6.ª División de Infantería. Su nueva unidad mantuvo la línea cerca del valle de Vil Sugana (Trentino) en las montañas, rechazando intentos italianos de rotura del frente.
En octubre de 1917, estaba inspeccionando las trincheras de la línea de frente cuando un proyectil de artillería italiano alcanzó su posición, matándolo. A instancias personales del anterior jefe de Estado Mayor General, Franz Conrad von Hötzendorf, su cuerpo fue devuelto a su familia en Viena. Se construyó un memorial por él cerca del lugar donde murió.